# Ziegenberger Teich

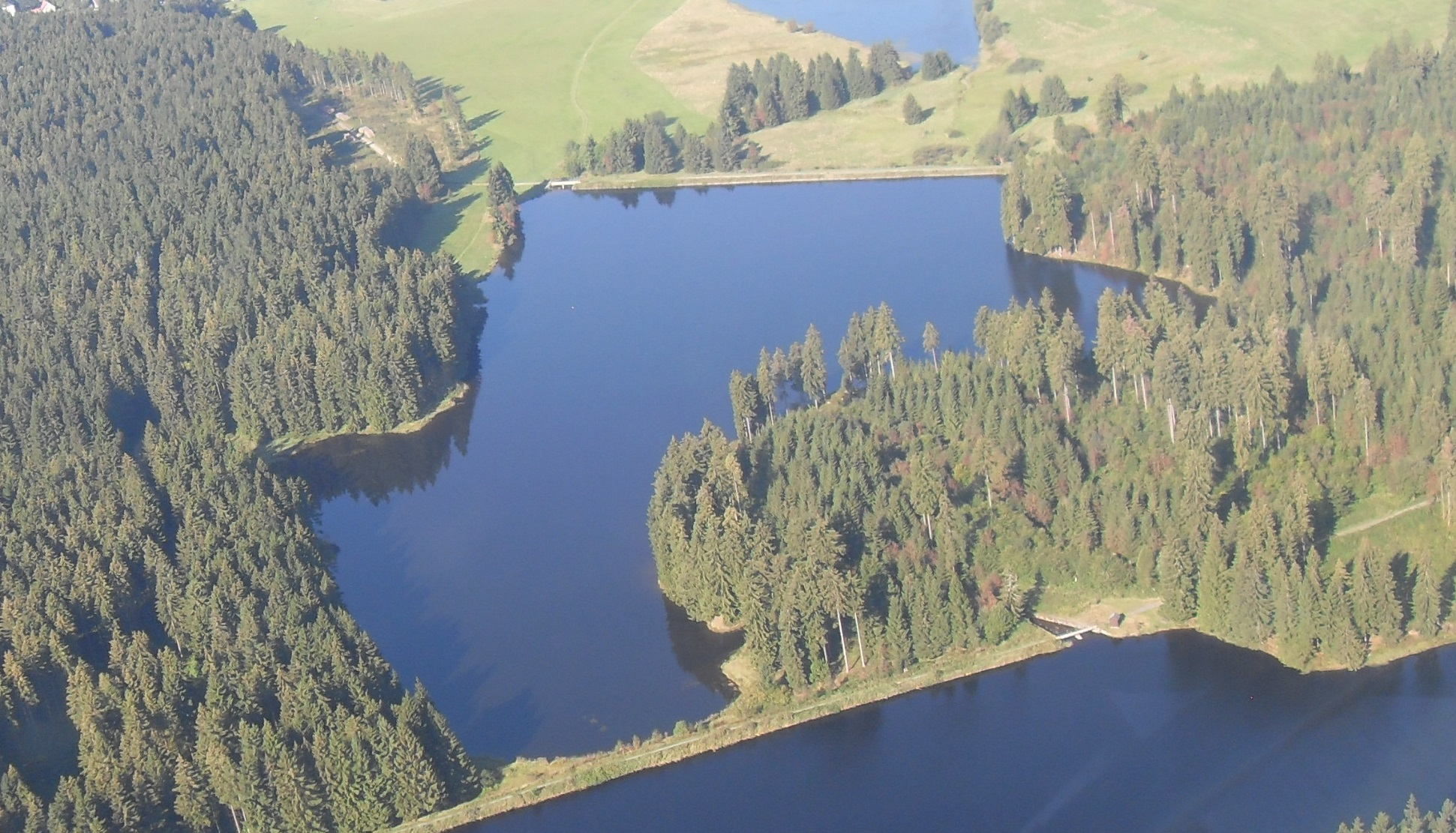
Luftbild Ziegenberger Teich von Osten. Rechts unten Damm und Wasserfläche des Bärenbrucher Teiches

Der Ziegenberger Teich ist eine historische Talsperre bei Clausthal-Zellerfeld. Er wurde im Zusammenhang mit dem Oberharzer Wasserregal von Oberharzer Bergleuten im 17. Jahrhundert angelegt. Wie alle Oberharzer Teiche ist auch der Ziegenberger Teich seit dem Jahr 2010 Bestandteil des UNESCO-Weltkulturerbes Bergwerk Rammelsberg, Altstadt von Goslar und Oberharzer Wasserwirtschaft.

## Lage
Der Teich liegt etwa zwei Kilometer südsüdöstlich der Doppelstadt Clausthal-Zellerfeld und etwa 700 m östlich des Ortsteiles Buntenbock. Unterhalb befindet sich der Sumpfteich, gefolgt vom Prinzenteich. Nach weiteren 15 Kilometer Fließweg gelangt das Wasser in die Innerstetalsperre. Unmittelbar oberhalb befindet sich der Bärenbrucher Teich, darüber liegt der Obere Nassenwieser Teich; der Untere Nassenwieser Teich besteht seit den 1970er Jahren nur noch aus Dammfragmenten. 
Den Namen hat er vom 600 m südwestlich gelegenen Ziegenberg erhalten. 

## Beschreibung
Der Staudamm wurde als Erdbauwerk, das heißt mit einer Erd- und Felsschüttung, erstellt. Dieses Dammschüttmaterial wurde örtlich gewonnen und ist von überwiegend steiniger Substanz. Die Dichtung besteht aus Rasensoden und verläuft entlang der wasserseitigen Böschung. Es handelt sich um einen Teich der „Alten Bauart“.
Der Teich hat zwei Entnahmevorrichtungen. Der Obere Fall befindet sich am rechten (nördlichen) Hang. Er wird von einem auf dem Damm stehenden Holzgebäude aus hydraulisch betätigt; sein Wasser fließt in den Ziegenberger Graben und dann weiter in den Unteren Rosenhöfer Fall, der es zur etwa drei Kilometer nordwestlich befindlichen Grube Rosenhof zuführte, wo es mehrere Jahrhunderte lang als Aufschlagwasser für die Energieversorgung der Bergwerke genutzt werden konnte. 
Erst wenn der Wasserspiegel etwa bis auf das Niveau des Oberen Falls gefallen ist, taucht ein sonst unter Wasser befindlicher Holzsteg auf, über den mittels Hebelbaum der Untere Fall, das heißt der Striegel des Grundablasses betätigt werden kann. Beide Striegelanlagen verfügen immer noch über ein historisches Holzgerenne. 
Die Hochwasserentlastungsanlage befindet sich am linken (südlichen) Dammende. Sie besteht aus einer Schwelle aus Stahlbeton, seitlich aus Bruchsteinmauerwerk und stammt vermutlich aus den 1950er oder 1960er Jahren. 

## Bauwerkshistorie
Das Bauwerk wurde um 1645 errichtet. Es diente vorrangig der Versorgung der Grube Rosenhof, nach deren Stilllegung bis 1981 dem Kraftwerk im Ottiliaeschacht. 
1981 erfolgte eine Dammerhöhung, möglicherweise ausgelöst durch eine vorangegangene Dammüberströmung im Rahmen eines Hochwassers. Das Grauwacke-Sohlpflaster hinter der Kaskade unterhalb der Ausflut wurde 1988 saniert. 1995 erfolgte die Erneuerung der Stahlbetonbrücke über die Hochwasserentlastungsanlage unter Verwendung der historischen Stahlträger. Im Jahr 2000 wird der Stahlbeton der Überlaufschwelle erneuert und bei dieser Gelegenheit strömungsgünstig gestaltet. Die Wellenschutzmauer wurde 2003 grundlegend saniert, im gleichen Jahr wurde auch der Fahrweg über die Dammkrone durch entsprechenden Unterbau neu ausgebaut.

## Einzugsgebiet, Wasserwirtschaft
Das 3,14 km² große Einzugsgebiet des Ziegenberger Teiches besteht fast ausschließlich aus Waldflächen.
Der Teich wird als Überlaufteich betrieben; der Grundablass wird nur zu Kontrollzwecken und bei bestimmten Maßnahmen betätigt. Ansonsten verlässt das zufließende Wasser den Teich über den Überlauf.
Über viele Jahre stellte der Teich auch die offizielle Badeanstalt für den Ortsteil Buntenbock dar. Offizielle Badeanstalt mit Aufsicht ist der Teich wohl schon seit den 1980er Jahren nicht mehr, aber er wird weiterhin intensiv zum „wilden Baden“ genutzt.

## Sonstiges
Fischereitechnisch ist der Teich an einen örtlichen Angelverein verpachtet. Er ist mit Barsch, Hecht, Rotfeder, Rotauge, Ukelei, Regenbogenforelle, Karausche, Karpfen und Schleie besetzt. Gastkarten können an mehreren Stellen erworben werden.

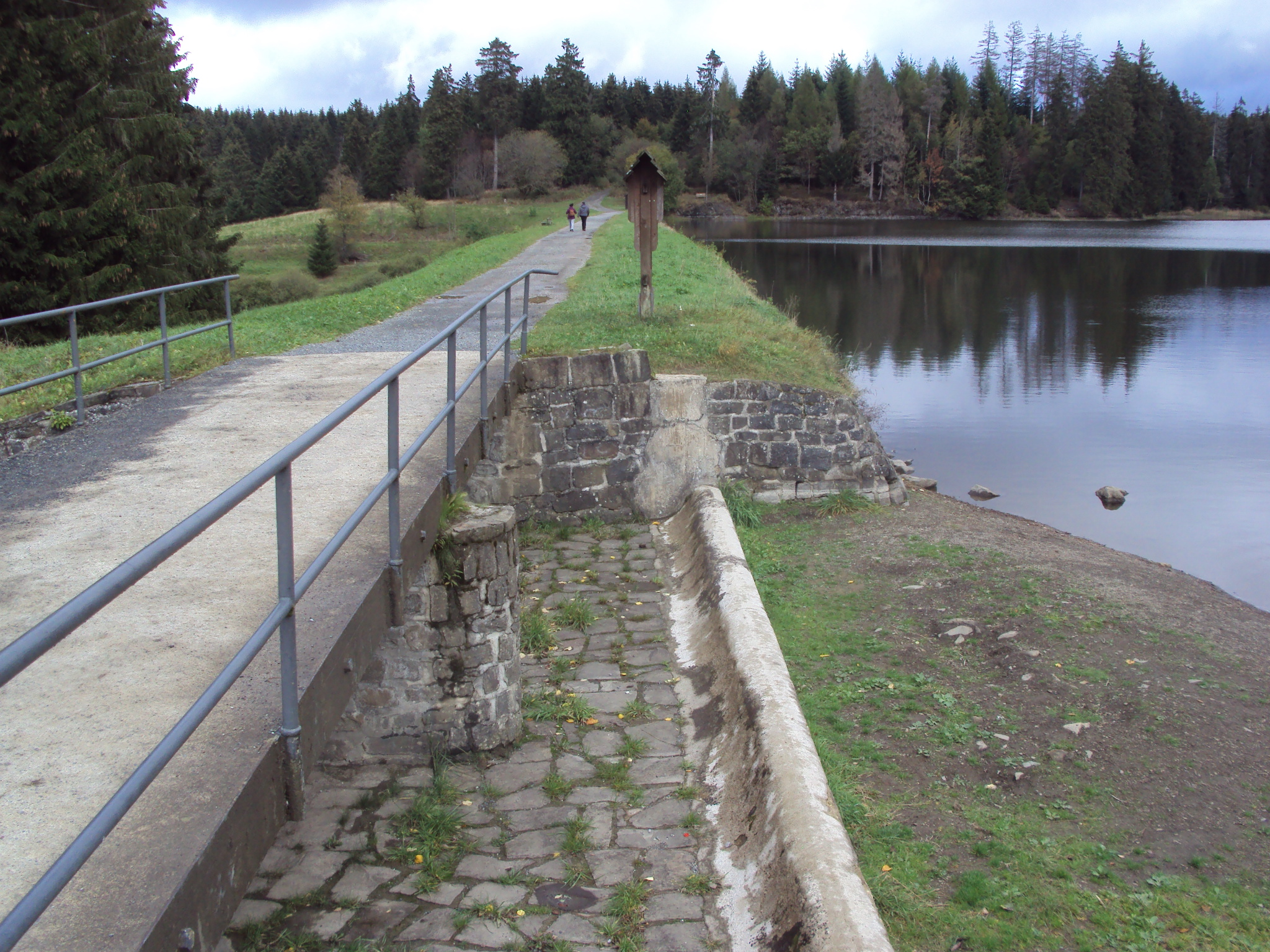
Damm des Ziegenberger Teiches. Vorne die Hochwasserentlastungsanlage
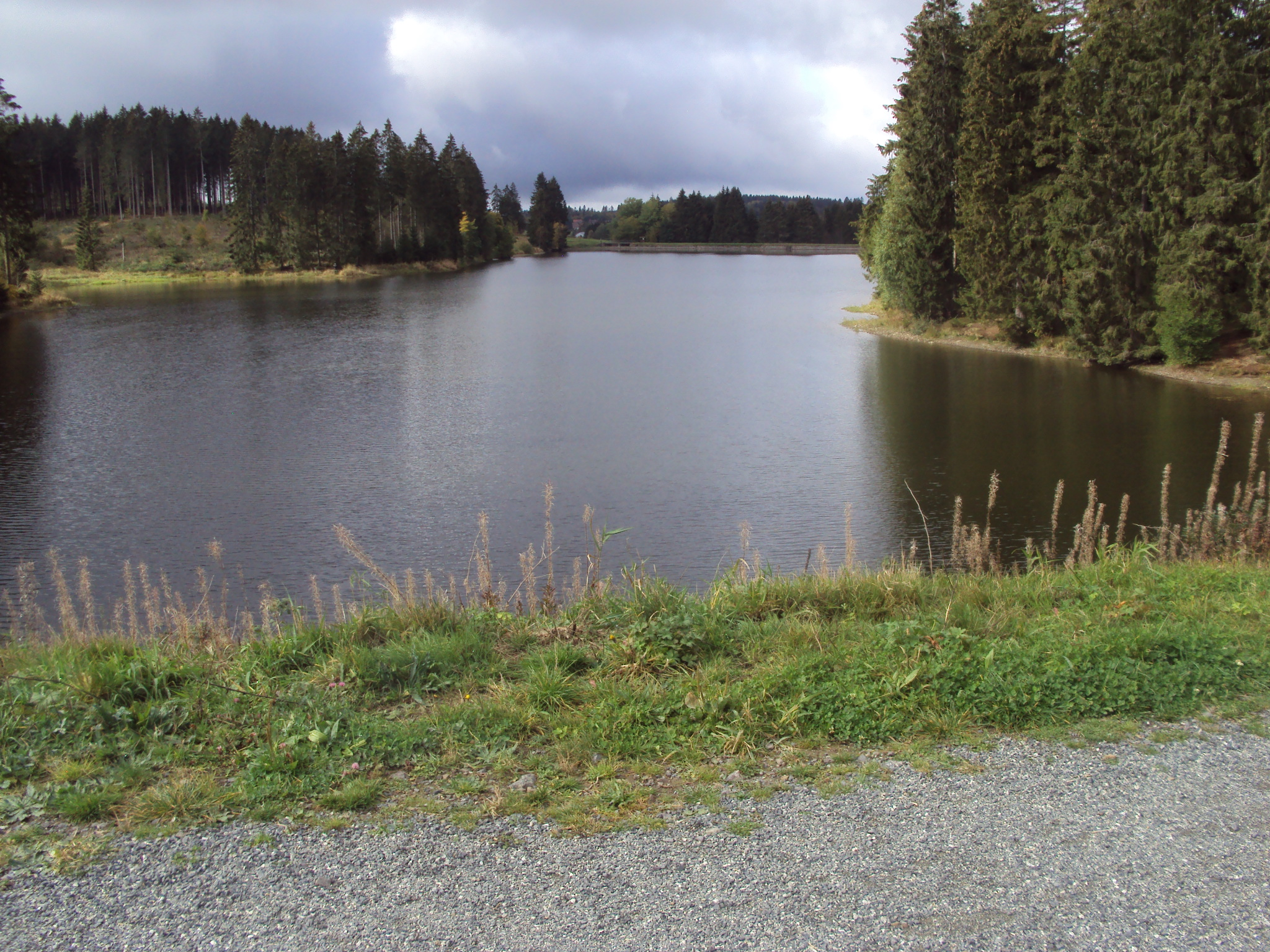
Blick vom Damm des Bärenbrucher Teiches auf den Ziegenberger Teich
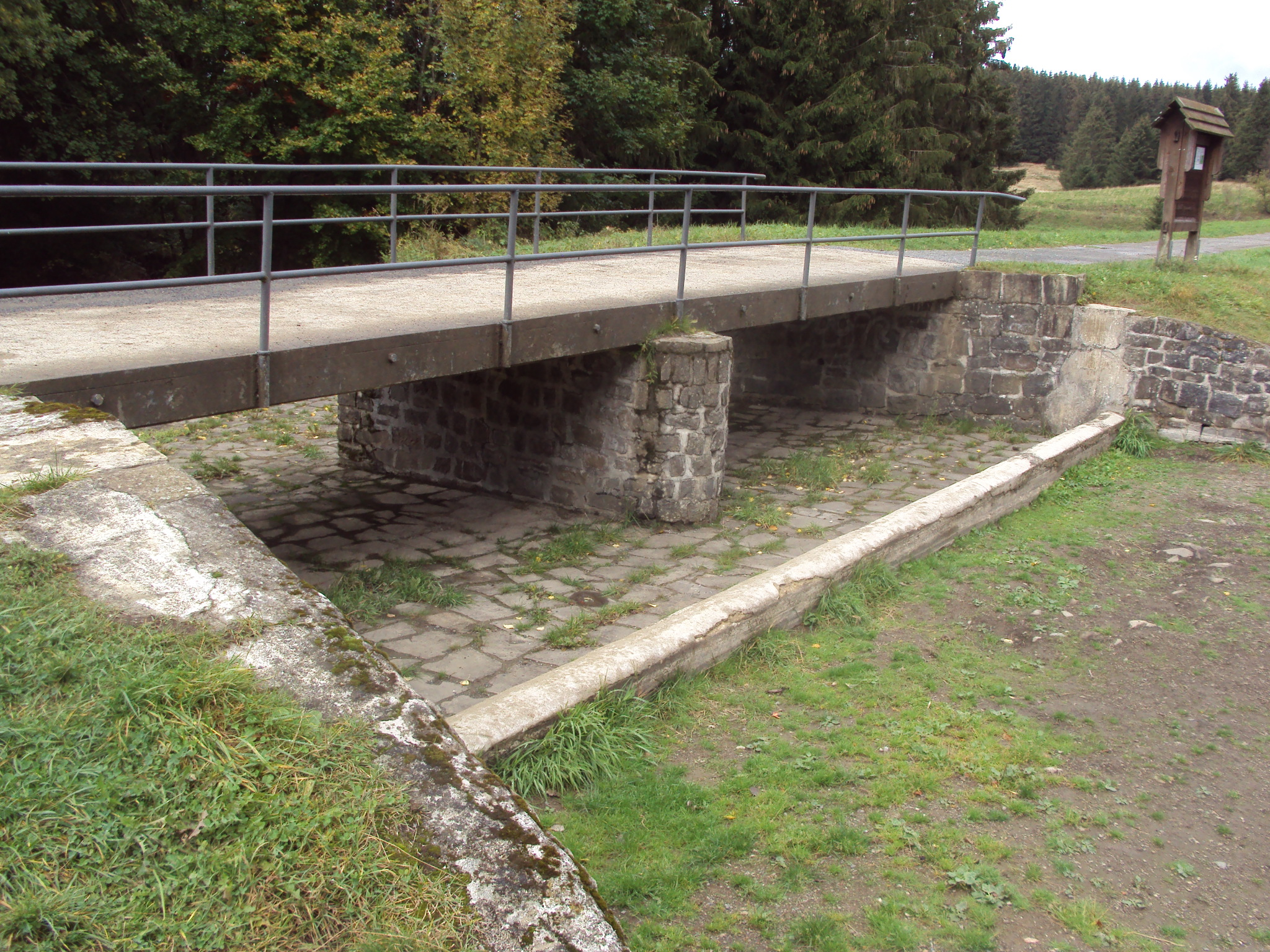
Hochwasserentlastungsanlage (Ausflut)